# Campionati europei juniores di biathlon 2016
I Campionati europei juniores di biathlon 2016 sono la 1ª edizione della manifestazione. Si sono svolti a Pokljuka, in Slovenia , dal 17 al 20 febbraio 2016.
I campionati costituiscono una tappa del circuito di IBU Junior Cup, il circuito giovanile del biathlon mondiale, per il quale assegnano punti; ne consegue che possano iscriversi anche atleti non europei; la classifica del campionato viene poi stilata considerando solamente gli atleti europei iscritti, mentre quella della gara è valevole per le classifiche del circuito cadetto.

## Podi

### Uomini
| Evento              | Oro           | Tempo   | Argento           | Tempo | Bronzo            | Tempo   |
| 10 km sprint        | Wiktar Kryuko | 25:08.0 | Dominic Reiter    | +2.6  | David Zobel       | +12.3   |
| 12.5 km insegumento | David Zobel   | 31:56.7 | Emilien Jacquelin | +27.2 | Anton Dudtschenko | +41.4   |
| 15 km inseguimento  | Wiktar Kryuko | 39:05.3 | Anton Dudtschenko | +1:15 | Roman Jeremin     | +1.40+6 |

### Donne
| Evento              | Oro                     | Tempo   | Argento         | Tempo | Bronzo         | Tempo   |
| 7,5 km sprint       | Lena Arnaud             | 23:02.2 | Chloé Chevalier | +23.4 | Christin Maier | +29.2   |
| 10 km inseguimento  | Julia Simon             | 36:28.5 | Lena Arnaud     | +21.7 | Christin Maier | +1:19.4 |
| 12.5 km individuale | Anastassija Merkuschyna | 39:53.4 | Christin Maier  | +35.1 | Lena Arnaud    | +48. 9  |

## Medagliere
| Pos.   | Nazione     | Oro | Argento | Bronzo | Totale |
| ------ | ----------- | --- | ------- | ------ | ------ |
| 1      | Francia     | 2   | 3       | 1      | 6      |
| 2      | Bielorussia | 2   | 0       | 0      | 2      |
| 3      | Germania    | 1   | 2       | 3      | 5      |
| 4      | Ucraina     | 1   | 1       | 1      | 3      |
| 5      | Kazakistan  | 0   | 0       | 1      | 1      |
| Totale | Totale      | 6   | 6       | 6      | 16     |